# Наше слово (газета, Польща)
«Наше Слово» — українська газета, тижневик, котру видає УСКТ у Польщі, Варшава.
Газета має додатки: літературно-науковий популярний місячник «Наша Культура», дитячий місячник «Світанок», тижнева «Лемківська Сторінка». Газета має представництво в Інтернеті.

## Історія виникнення
«Наше слово» появилося на хвилі т.зв. політичної відлиги середини 50-х років XX століття останнім з групи часописів, призначених для національних меншин. Перше число вийшло з друку 15 червня 1956 року, тобто напередодні установчого з'їзду Українського суспільно-культурного товариства. Після утворення організації воно стало пресовим органом Головного правління цієї організації. До жовтня 1956 року виходило двічі на місяць, відтак щотижня. Першим головним редактором був призначений Микола Щирба (1956–1958) — комуністичний діяч міжвоєнного періоду (Комуністичної партії Західної України). Протягом перших місяців свого існування одноразовий тираж тижневика дорівнював понад 17 тис. примірників, причому у вигляді передплати було розповсюджувано близько 70% усього накладу.
Тижневик, за наміром тодішньої влади, мав передусім виконувати роль своєрідного транслятора між владою й українським населенням, зокрема пояснювати політику держави по відношенню до української людності, насильно депортованої у 1947 р. в рамках т.зв. операції «Вісла» з етнічних південно-східних земель на північно-західні окраїни Польщі. За задумом влади тижневик мав сприяти економічній та суспільній стабілізації розпорошеного українського населення, заохочувати, при незначній фінансовій підтримці, розвивати рідну культуру й освіту, а також поширювати інформацію про громадсько-політичне та культурне життя Радянської України. Однак в дійсності «Наше слово» у цьому періоді перетворилося на відкриту трибуну скарг і нарікань українського населення на ситуацію, в якій воно опинилося, на прояви національної дискримінації, на асиміляційну загрозу, врешті було воно своєрідною збірною заявою переселенців, які вимагали повернути їх на рідні землі. Водночас тижневик відігравав дуже важливу роль єдиного і незаступного зв'язкового між розсіяними по всій країні українськими громадами.
Протягом першого року свого існування тижневик збагатився кількома постійними тематичними сторінками, зокрема, для дітей -«Дитяче слово», для літераторів — «Літературна сторінка», для етнічної групи лемків — «Лемківське слово», а також окремими рубриками. У 1958 р. у формі додатку до тижневика почала виходити «Наша культура» — літературний і популярно-науковий щомісячник, який відіграв роль організатора й модератора української творчої інтелігенції, особливо у сфері літератури, історії, мовної проблематики, мистецтва, культури; був також (з огляду на тогочасну ліберальність цензури) у міру затишним місцем для публікацій чималої групи видатних творців тодішньої Радянської України, а також Чехословаччини й Румунії. У середині 60-х років з «Нашого слова» виокремився черговий щомісячний додаток, а саме «Світанок» — газетка для українських дітей, яка їх не лише розважала, а передусім учила рідної мови, часто-густо переймаючи на себе роль першого і найчастіше єдиного вчителя.
У тижневику, зокрема на початку його існування, появлялися й інші тематичні сторінки (часто силоміць наказувані редакції) — сільськогосподарська, молодіжна, жіноча, але вони не були популярними серед читачів і згодом були ліквідовані. Незвичайною дивовижністю відзначалася проте рубрика матримоніальних оголошень, яка за час свого понад чверть столітнього існування безперебійно була небувало популярною серед читачів та читачок, виконуючи подекуди роль своєрідного свата для тисячі загублених у польському морі українських душ, приводячи кількасот з них до шлюбу, причому найчастіше із закордонним партнером українського походження.
Тижневик «Наше слово», з огляду на свій зміст, ніколи, на відміну від часописів інших національних меншин, які до країн свого походження офіційно доходили, не отримав згоди на розповсюджування у Радянському Союзі, особливо в Україні. Проте, всупереч забороні, тижневик шляхом передплати рідними чи знайомими у Польщі або на Заході потрапляв як в Україну, так і до інших радянських республік, де проживали депортовані у період сталінізму українці. У середині 60-х років майже 50% накладу тижневика, одноразовий тираж якого перевищував 21 тисячу примірників, йшов до читачів на схід від Польщі. Факт великого зацікавлення тижневиком невимовно тішив редакцію, хоч, з другого боку, з огляду на затримку на кордоні часто придавав редакції чимало політико-цензурних проблем, внаслідок чого неодноразово в митно-контрольних установах на кордоні висилку затримували, а відтак конфіскували. За це, звичайно, різко картала влада як шляхом загострення цензури, так і забороною друкувати матеріали деяких авторів. Слід відзначити, що тижневик мав численних читачів також серед західної діаспори на усіх континентах.
Своє критичне ставлення до тижневика влада відкрито продемонструвала у першій половині 80-х років, коли «Наше слово» опинилося в серйозних поліграфічних клопотах, свідомо відмовившись від надання допомоги редакції вирішити це складне питання. Наслідком цього було припинення випуску «Нашої культури» та «Світанку», урешті протягом кількох місяців не виходив також сам тижневик. В середині 90-х років відновлено випуск додатку для дітей, натомість «Нашої культури» воскресити так і не вдалося.
Після позачергового з'їзду у лютому 1990 р. Українського суспільно-культурного товариства і перетворення організації в Об'єднання українців у Польщі тижневик «Наше слово» припинив виконувати роль пресового органу нової структури, приймаючи формулу українського тижневика. Натомість Об'єднання українців у Польщі перейняло на себе роль видавця.

## Головні редактори
Черговими головними редакторами «Нашого слова» були: Григорій Боярський (1958–1963 і 1971–1980), Мирослав Вербовий (1980–1991 і 2002–2006), Роман Галан (1993–1994), Ігор Щерба (1995–2002). Від серпня 2007 року роботою редакції керує Ярослав Присташ. Протягом певних періодів (навіть кількарічних) посада головного редактора не була заміщена. З лютого 2017 року редакційний колектив очолює Христина Заник.